# Agalinis purpurea
Agalinis purpurea là loài thực vật có hoa thuộc họ Cỏ chổi. Loài này được (L.) Pennell mô tả khoa học đầu tiên năm 1913.

## Hình ảnh

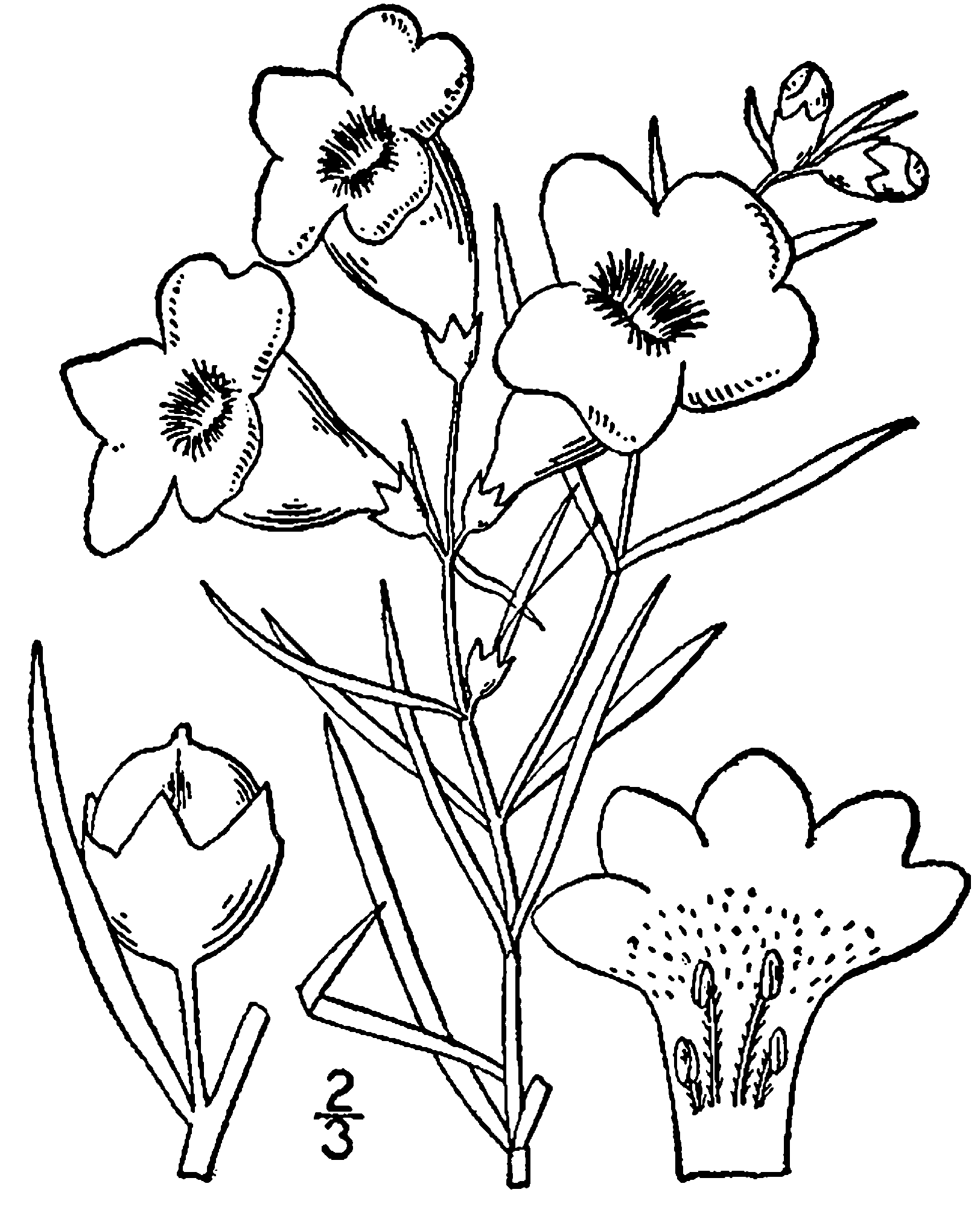
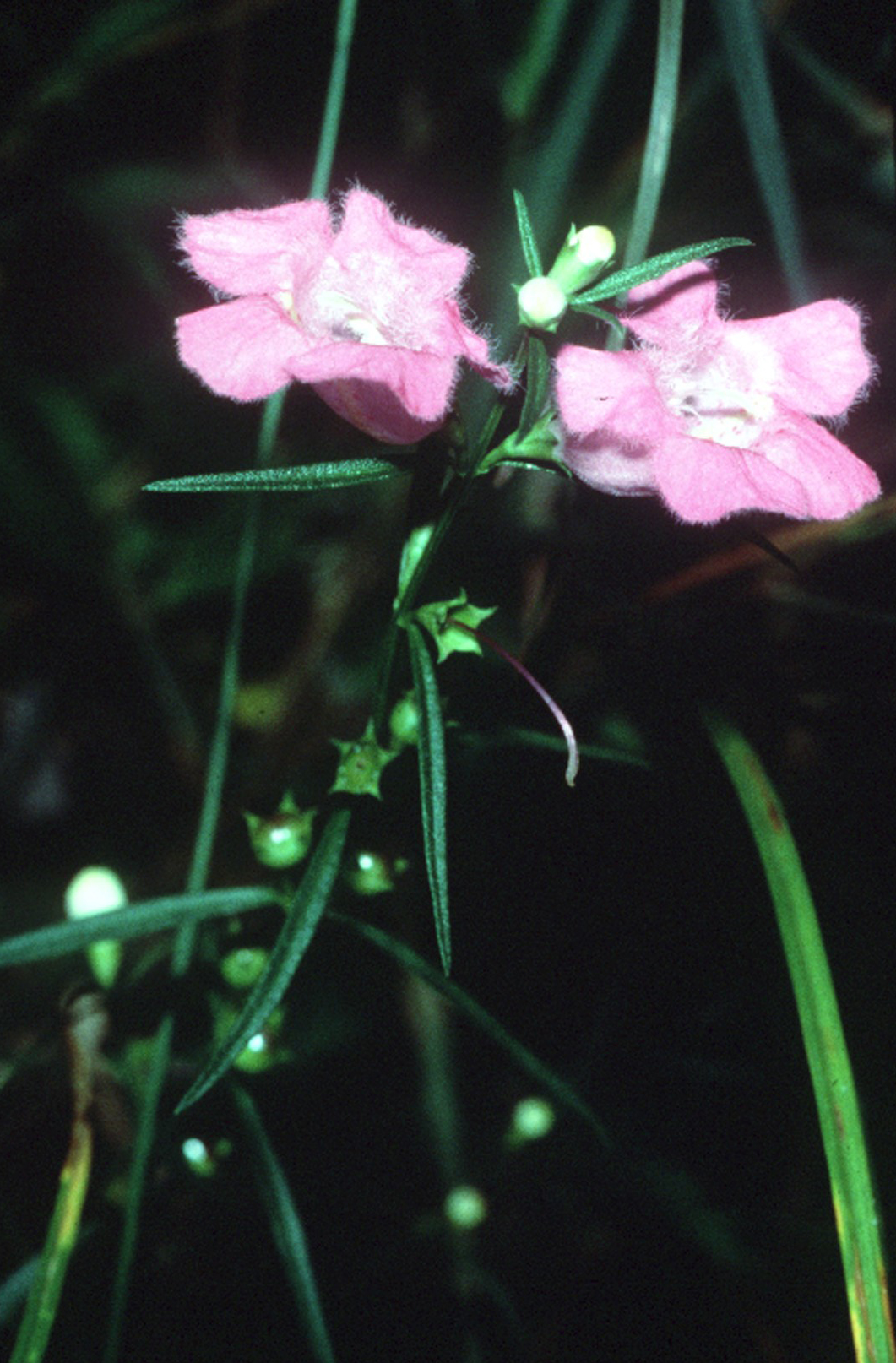
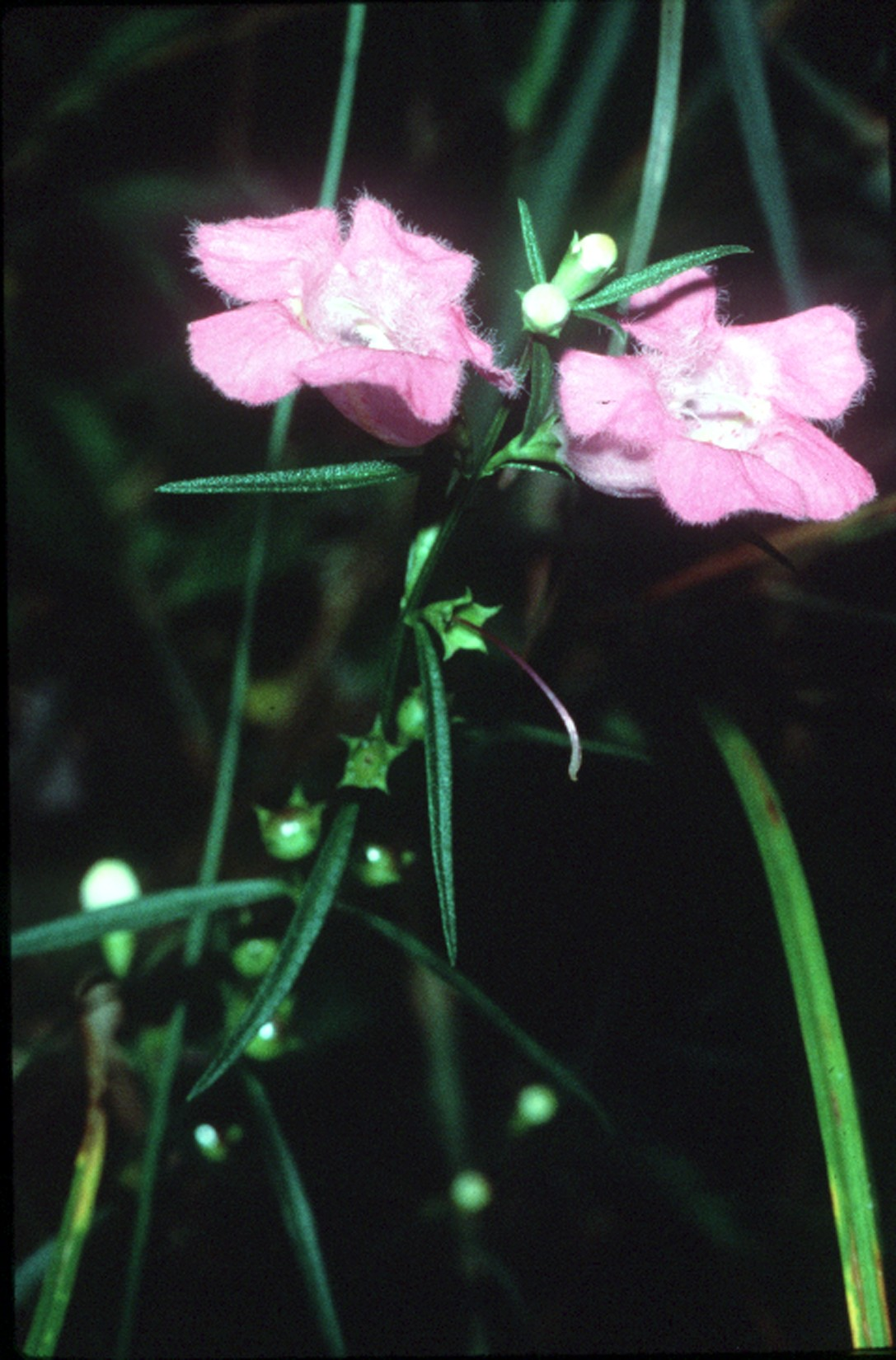